# Z Arietis
Z Arietis är en pulserande variabel av Mira Ceti-typ i stjärnbilden Väduren.
Stjärnan varierar mellan magnitud +10,6 och 14,4 med en period av 337 dygn.